# Motima
La Motima est une rivière de République démocratique du Congo, affluent de la rivière Mongala et sous-affluent du fleuve Congo. Elle coule dans la province de la Mongala.
Elle est notamment bordée de palmiers bambous (Raphia).